# Anigozanthos kalbarriensis
Anigozanthos kalbarriensis är en enhjärtbladig växtart som beskrevs av Stephen Donald Hopper. Anigozanthos kalbarriensis ingår i släktet Anigozanthos och familjen Haemodoraceae. Inga underarter finns listade.